# Rabotniza

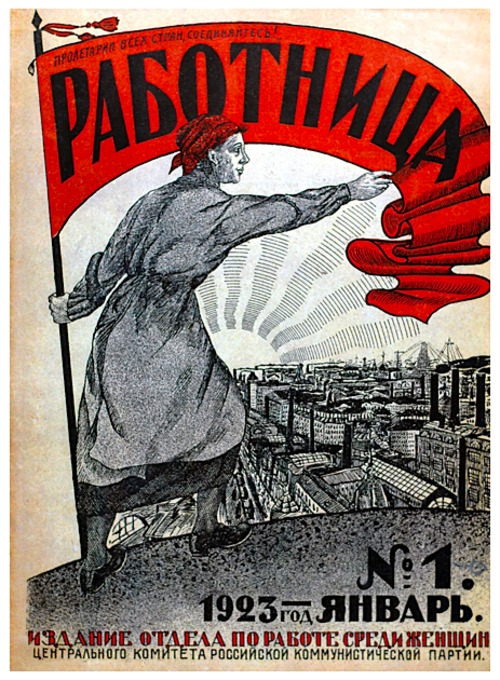
Ausgabe aus dem Jahr 1923

Rabotniza (russisch Работница – Die Arbeiterin) war der Name einer Wochenzeitschrift der SDAPR, die 1914 gegründet wurde. Sie wurde vom 10./23. Mai 1917 bis zum 26. Januar/8. Februar 1918 in Sankt Petersburg (Petrograd) herausgegeben. Vorher erschien die Rabotniza vom 23. Februar bis 26. Juni 1914.
Redakteure waren Wera Michailowna Welitschkina, Alexandra Michailowna Kollontai, Praskowja Franzewna Kudelli, Klawdija Iwanowna Nikolajewa als Chefredakteurin, Konkordija Nikolajewna Samoilowa, Ljudmila Nikolajewna Stal sowie Anna Iljinitschna Jelisarowa-Uljanowa (eine Schwester von Lenin).
Im Jahre 1917 erschienen 17 Nummern der Zeitschrift mit einer Auflage von 30.000 bis 45.000 Exemplaren. Die Zeitschrift spielte eine große Rolle bei der politischen Aufklärung der Arbeiterinnen im Rahmen der Partei.
Siehe auch: Iskra (russische Zeitung)